# عبد الحميد بدوي (ممثل)
عبد الحميد بدوي  ممثل مصري من الرعيل الأول  الذي أدى مختلف الأدوار المساعدة في أفلام الأبيض والأسود منذ نهاية الثلاثينات وحتى منتصف الستينات. فقد أدى أدوار القاضي والمحامي والباشكاتب والعمدة والفلاح والشاويش والغفير والوزير والمدير وناظر العزبة والكمساري والبواب والبقال والأب والعم وشيخ الجامع ورئيس الكناسين وغيرها. كانت بدايته مع فيلم «سلفني 3 جنيه» للمخرج توجو مزراحي عام 1939، وكانت آخر أفلامه «كنوز» للمخرج نيازي مصطفى عام 1966، وخلال مسيرته الفنية التي امتدت إلى ما يقرب من 30 سنة قدم نحو 185 عملاً، من أبرزها:
فيلم «لعبة الست» للمخرج ولي الدين سامح عام 1946 (قام بدور مدير محل إيزاك)
فيلم «أمير الانتقام» للمخرج هنري بركات عام 1950 (قام بدور السجان)
فيلم «آمال» للمخرج يوسف معلوف عام 1952 (قام بدور العمدة «الحاج مصطفى»)
فيلم «الخطايا» للمخرج حسن الإمام عام 1962 (قام بدور المأذون)
فيلم «الحسناء و الطلبة» للمخرج أحمد ضياء الدين عام 1963 (قام بدور عبد الصمد عبد الباسط)

## وصلات خارجية
https://elcinema.com/person/1027648 عبد الحميد بدوي (ممثل)
https://dhliz.com/artist/QW2hPhPU9jw/ عبد الحميد بدوي (ممثل)